# ساحة الرماية
ساحة الرماية (بالفرنسية: Champ de tir)‏؛ هو مكان للتدريب على استخدام الأسلحة النارية.

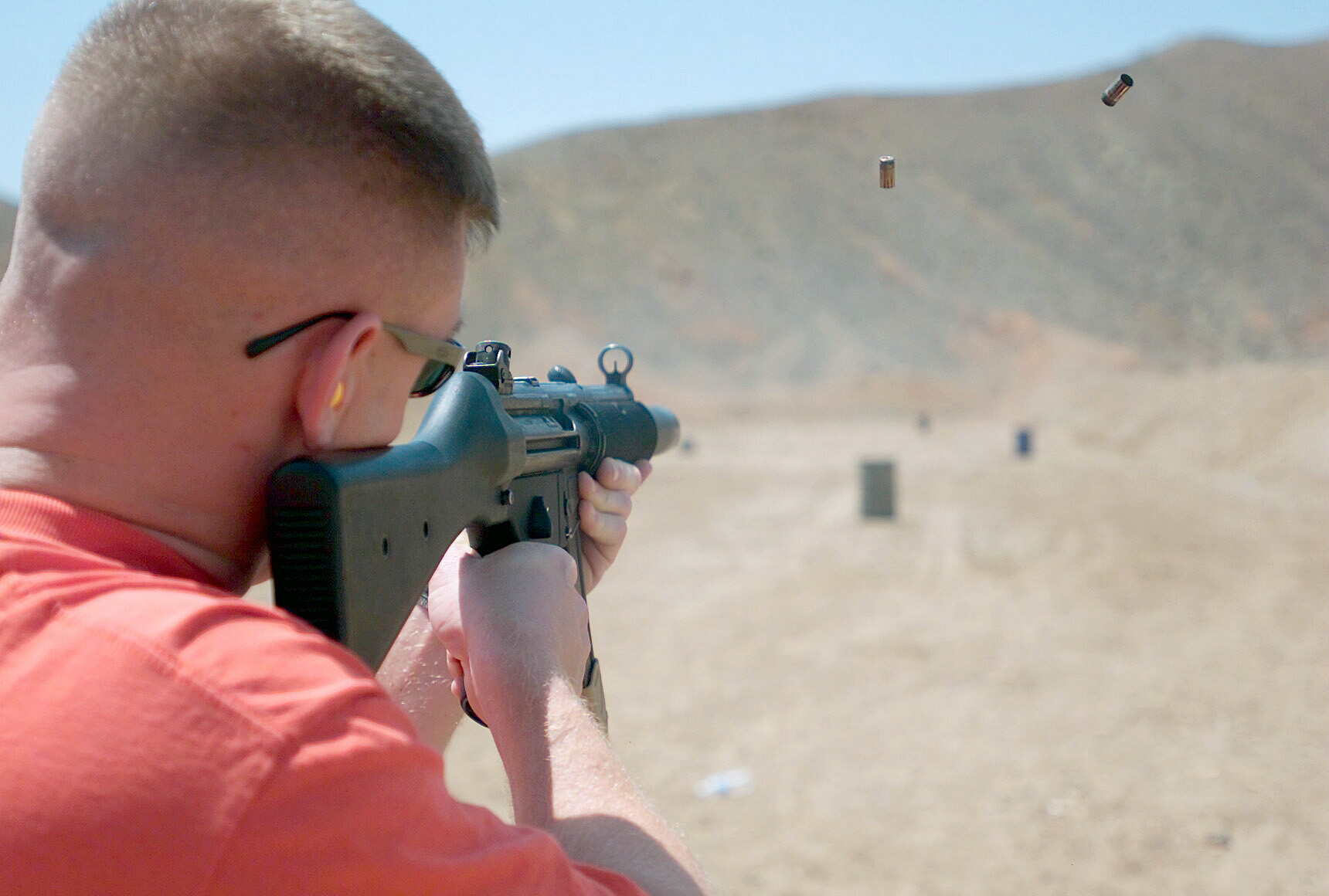
التدريب في ساحة الرماية يحسن الدقة ويسمح بالتعود على صوت البندقية.

## في المجال العسكري
يمكن أن تكون ساحات الرماية العسكرية كبيرة جدًا، وتستخدم عادةً لتعليم المجندين وتدريب الجنود. يمكن استخدامها لكلا من نيران المدفعية وبنادق القنص، والساحات الأقصر لاستخدام المسدسات.

## في المجال المدني
ساحات الرماية المدنية عادة ما تكون أقصر من ساحات الرماية العسكرية لأسباب مالية وعملية على حد سواء (من الصعب العثور على الأرض لإنشاء ساحة الرماية بسبب كثافة السكان في البلدان الأوروبية).
تستوعب المجموعات المدنية كلاً من ضباط الشرطة الذين يرغبون في التدريب والأفراد الذين يمارسون الرماية الترفيهية.
أحيانًا يتم قبول الرماة المدنيين على نطاق عسكري، مما يسمح لهم بإطلاق مسافات نادراً ما تصادفهم في العالم المدني.

## تعليمات اطلاق النار
لتدريب الرماة في المستقبل، من المستحسن أن يكون أول اتصال مع سلاح ناري مع سلاح صغير مثل 0.22 بندقية طويلة . هذا يسمح للجديد بالتعرف على صوت السلاح والحصول على ردود الفعل الجيدة التي ستتيح له أن يكون دقيقاً بعد الانتقال إلى سلاح من عيار أعلى.

## أمن
يوصى بارتداء المعدات التالية في ميدان الرماية :
- سدادات أو خوذة الحماية من الضوضاء
- نظارات إطلاق النار لحماية العينين من المقابس المقذوفة.

أربع قواعد أمان قابلة للتطبيق أيضًا في جميع الأوقات على مدى الرماية :
1. اِعْتَبَر السلاح دوما بأنه مُذَّخَرَ حتى تطمئن شخصيا على خلاف ذلك.
2. يجب عدم توجيه البندقية مطلقًا إلى هدف لا يريد المرء تدميره.
3. لا يجب وضع إصبع السبابة على المشغل إلا عندما يكون جهاز الرؤية محاذيًا للهدف.
4. تأكد دائمًا من هدفك مطلق النار هو المسؤول عن كل ضربة يتركها.